# 巧塔吉臥佛寺

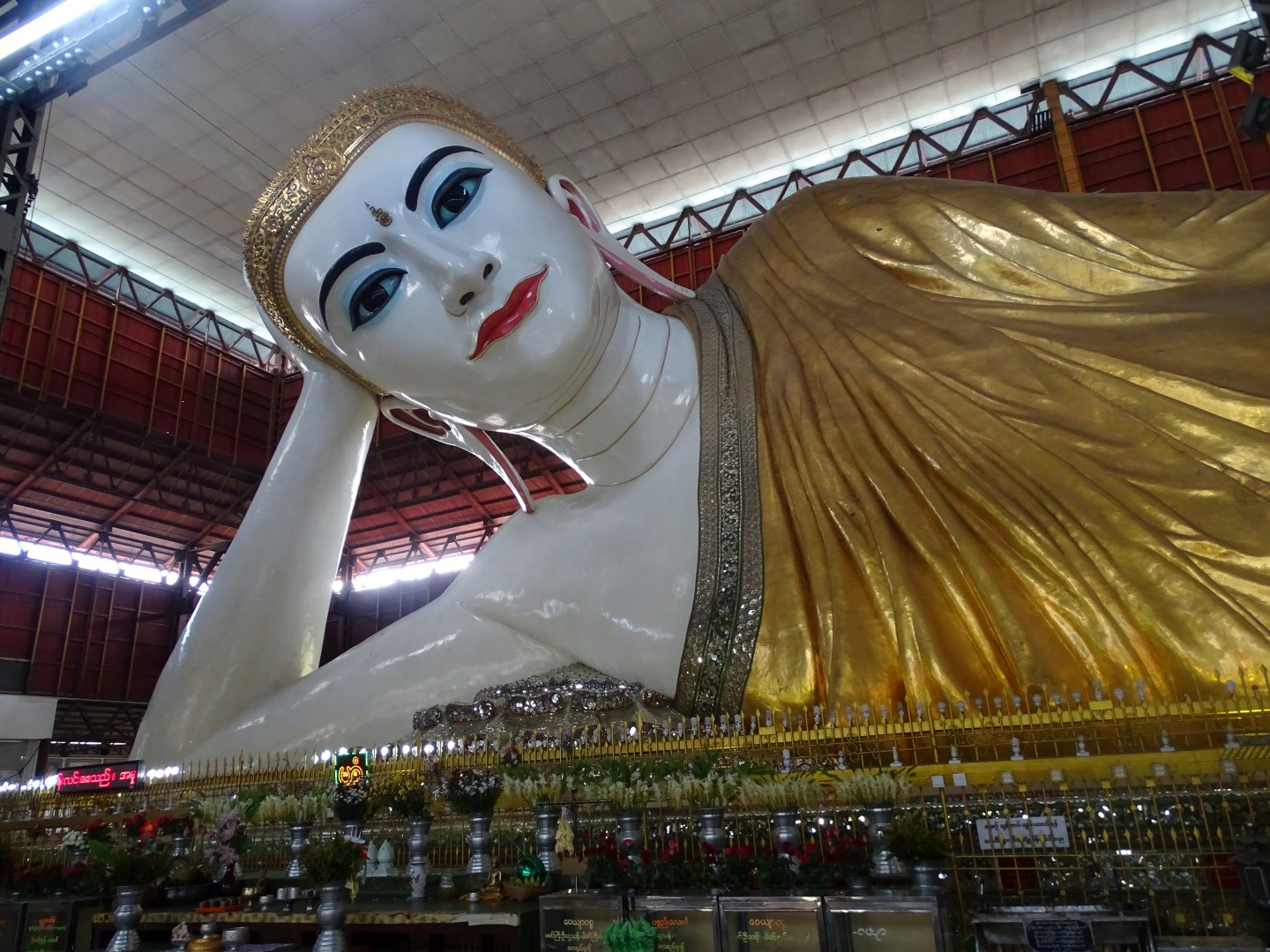
巧塔吉臥佛

16°48′42″N 96°09′50″E / 16.811623°N 96.163764°E
巧塔吉臥佛寺（羅馬化：Chauk Htat Gyi Pagoda）裡供奉的巧塔吉臥佛，也稱為六層高佛像，是緬甸最大的卧佛像。巧塔吉臥佛寺位於緬甸仰光省仰光市的巴漢鎮區瑞貢丹路，是該鎮區最著名的佛寺。

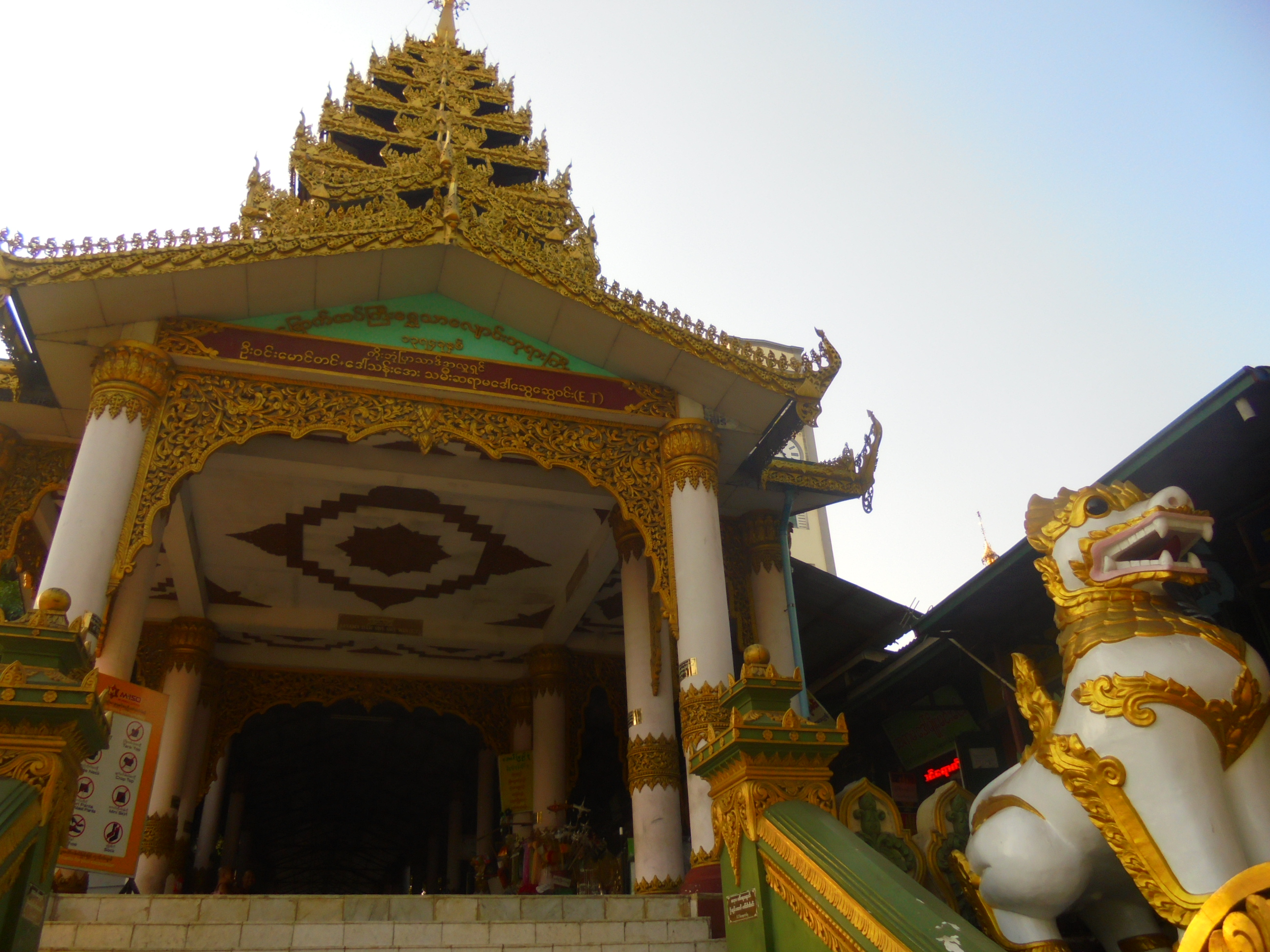
巧塔吉卧佛寺的正門

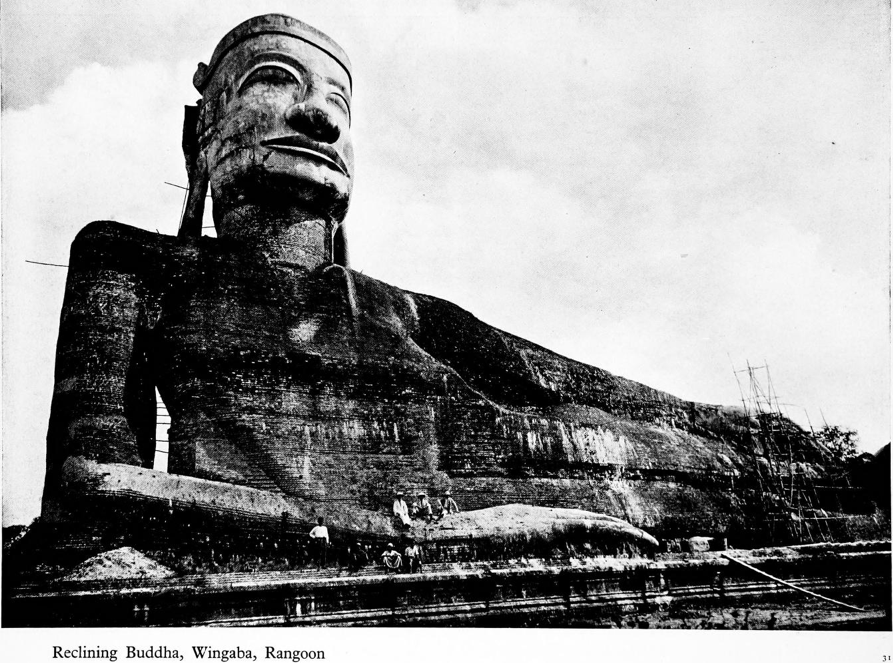
1900年的露天半卧式舊佛像

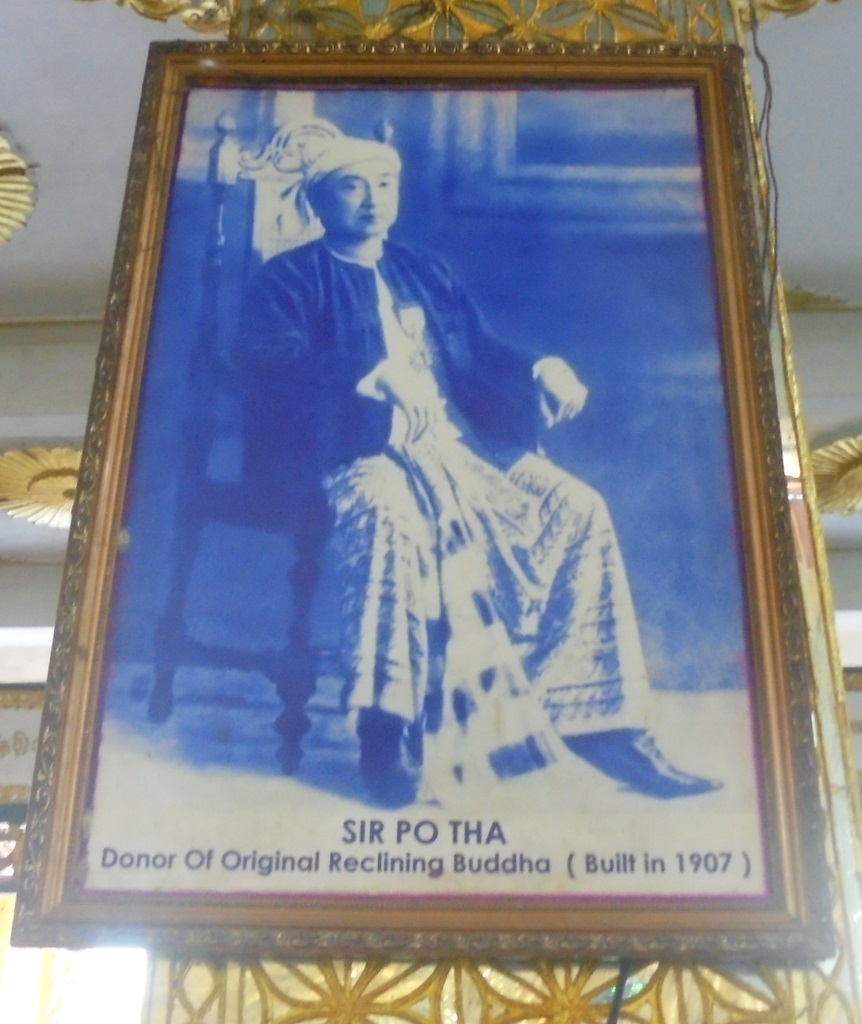
環巧塔吉卧佛寺的創建人和捐助者寶塔爵士

## 興建歷史
巧塔吉臥佛寺於1899年由緬甸佛教徒寶塔爵士捐資興建，最初的佛像是1900年造的戶外的大型半卧式卧佛像，由一家建築公司承製。現在的佛像於1958年重新打造，為全卧姿以手枕頭的卧佛像。
巧塔吉新的臥佛像是委托土瓦十多位杰出的佛像工匠來承製，工匠在製作佛像前先齋戒十日，偋除心中的雜念後，全心投入佛像塑造。新佛像最大的挑戰就是塑造出栩栩如生的眼神，寺方要求佛像的眼珠必須是玻璃製的，而且是尺寸1.77米x 0.58米的大玻璃珠。為此，承製工匠問遍了所有日本和德國的玻璃工廠，都沒有辦法製作那麼大顆的玻璃球。在寺廟住持的堅持下，緬甸的納加玻璃工廠才同意承製，僅管如此，工廠動員所有工人來製作仍然失敗了5次之多，失敗率非常的高，大型玻璃眼珠最終於1973年的5月16日完成製造。
完成的玻璃眼珠以金色的禮儀車裝載，運到巧塔吉臥佛寺，沿途有成千上萬的人夾道恭迎，由國家廣播公司拍攝安置佛眼的儀式。佛眼安上了手工玻璃眼珠和睫毛後，由一位中國畫家上彩點睛，使佛像的眼神更加柔和慈祥，栩栩有神。
新完工的巧塔吉臥佛全長66.95米、高17.36米，為佛陀涅槃前說法的右脇吉祥卧姿，佛足底部的千輻輪相刻有108格圖騰，呈現眾生流轉三界的輪迴世界；其中有59格是代表無情世界的符號，有21格是代表有情世界的符號，有28格是天人世界的符號，這些刻在佛足底下的符號，象徵佛陀已超脫三界生死輪迴的束敷，達到究竟圓滿解脫的覺悟境界。

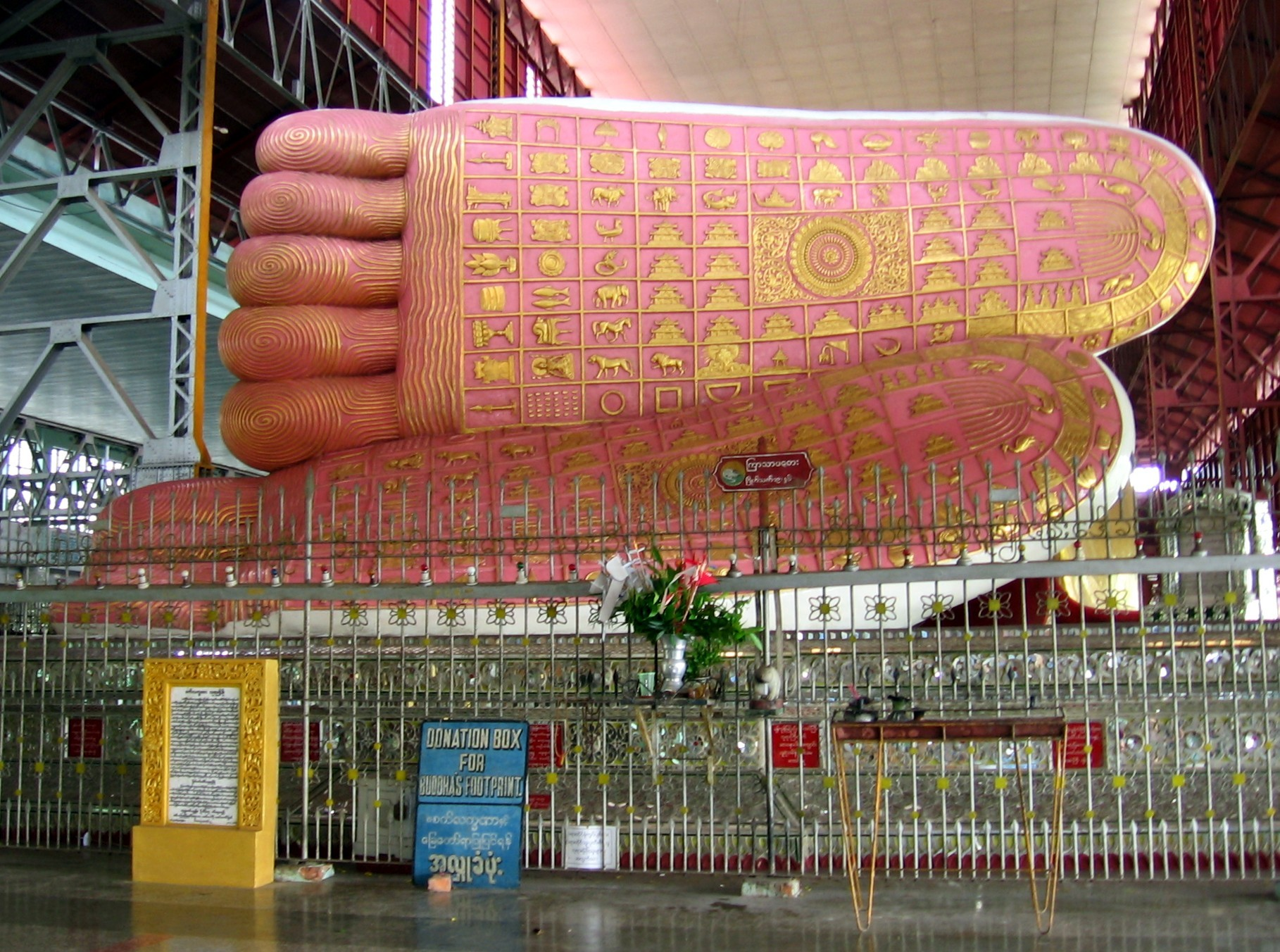
巧塔吉卧佛足底刻有108幅三界輪迴圖

## 供奉佛像
- 釋迦牟尼佛

## 外部連結
- 中國佛教協會－中國佛教協會代表團結束對緬交流訪問 （页面存档备份，存于）韓立鶴[2017-04-11]
- 緬甸 仰光 訪金塔之都[]蘋果日報，攝影、報導 廖玉如.[2013-05-27]